# Жозеф де Сакс

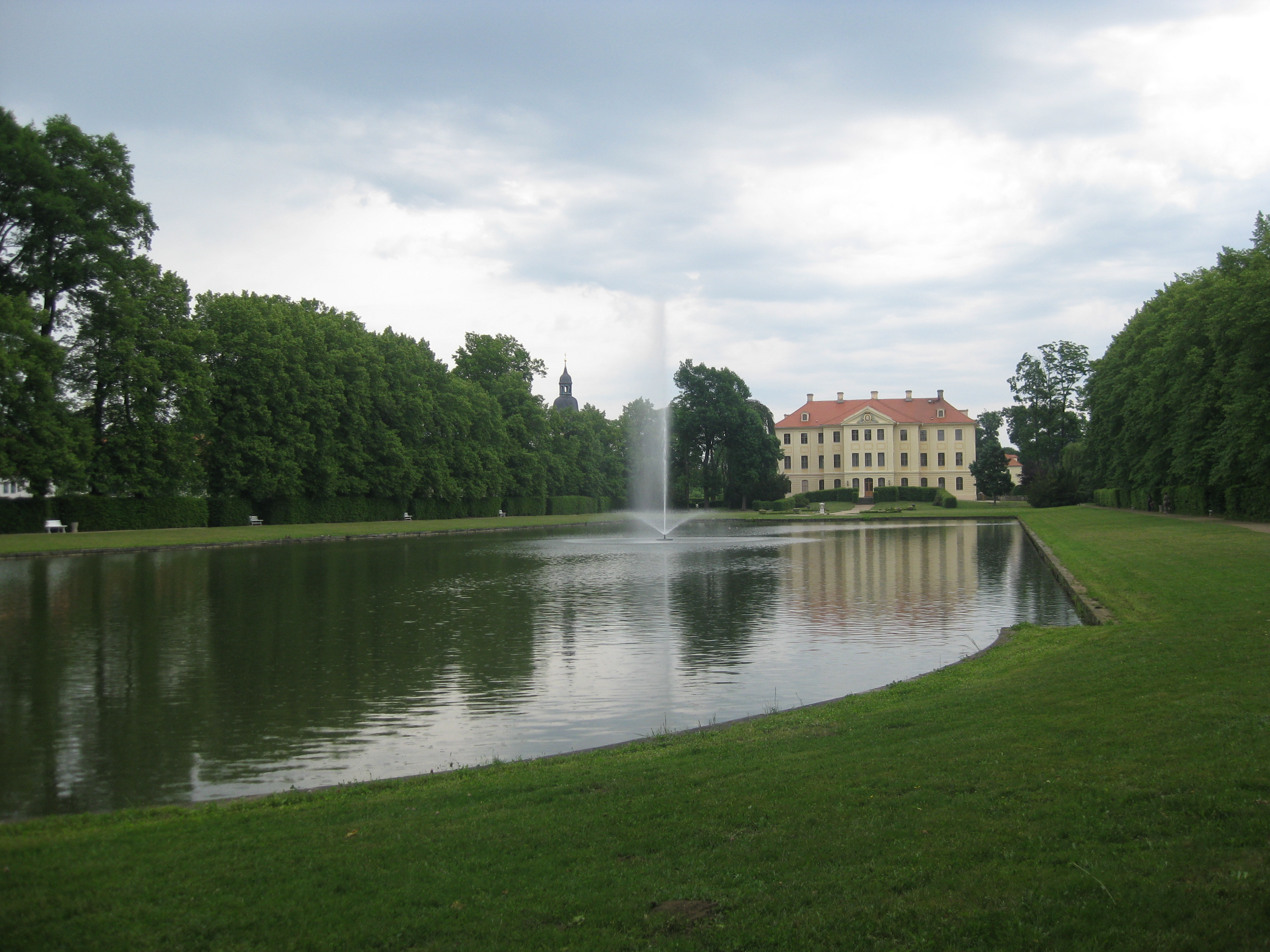
Родительская усадьба Цабельтиц, по названию которой Йозеф Ксаверий получил свой титул

Йозеф Ксаверий Саксонский, барон фон Цабельтиц (Joseph Xavier Karl Raphael Philipp Benno von Sachsen, Graf von der Lausitz; 23 августа 1767, Дрезден — 26 июня 1802, Осек (Чехия)) — военнослужащий, старший достигший совершеннолетия сын саксонского принца-регента Франца Ксаверия от морганатического брака с графиней Лужицкой.
Детство и юность провёл с родителями в Париже, при дворе своего двоюродного брата Людовика XVI. После вступления в марте 1782 г. в Мальтийский орден стал именоваться на французский манер «саксонским рыцарем», или шевалье де Сакс (le Chevalier de Saxe). По словам Марка Алданова, полковник Жозеф де Сакс «был знаменит своим образом жизни, успехами у женщин, огромной физической силой и особенно поединками, успех в которых создал ему репутацию короля дуэлистов».
С началом революции во Франции семейство принца Франца Ксаверия отправилось искать удачи в другие края. Зимой 1794—1795 годов шевалье прибыл в Санкт-Петербург, где был милостиво принят императрицей Екатериной II на службу бригадиром. Ему была назначена даже ежегодная пенсия в 2000 рублей, и он был допущен в число приближённых. Эти незаслуженные почести вызывали ревность и зависть у молодых русских аристократов.
Однажды на екатерингофском гулянье один из таких юношей, князь Николай Щербатов, бывший в унтер-офицерском чине и едва знакомый с де Саксом, довольно фамильярно обратился к нему с приветствием: Comment vous portez vous? («Как поживаете?»). Шевалье, ехавший верхом и раздражённый развязным тоном князя Щербатова, игнорировавшего разницу в чине, отвечал невинным каламбуром: Sur mon cheval («На своём коне»).
Щербатов, по совету товарищей, вызвал де Сакса на дуэль, но получил дерзкий отказ. Так как у де Сакса было немало недоброжелателей, то его поступок осудили. Среди тех, кто осмеивал его поведение, был и фаворит императрицы Платон Зубов, очевидно, ревновавший к его успехам у Екатерины. По выходе из французского театра Щербатов вновь остановил шевалье с требованием удовлетворения. Настойчивость юноши рассердила вспыльчивого де Сакса, и он, «взрослый верзила», позволил себе дать пощечину Щербатову, за что тот, в свою очередь, изо всех сил ударил противника тростью по голове. Ссора в публичном месте вызвала вмешательство полиции, и шевалье был арестован. Едва лишь его выпустили, как, взбешённый всей этой историей, он в дерзком письме к Зубову потребовал расследования. Вместо ответа его выслали из России.
Считая Зубова виновником своей высылки и вдохновителем Щербатова, де Сакс из-за границы послал Зубову и Щербатову вызов. Всемогущий фаворит не удостоил ответа. Это дало повод де Саксу опубликовать оскорбительный для Зубова вызов в газетах. Но и на это Зубов не обратил внимания, может быть, потому, что Екатерина строго запрещала поединки и не любила их.
В последние годы XVIII века шевалье со своими сёстрами обосновался в Неаполе, где поступил на королевскую службу генералом. Он отличился в нескольких сражениях с французскими оккупантами, а в сражении при Чивита-Кастеллана 5 декабря 1798 г. даже получил серьёзное ранение. После вступления французов в Неаполь уехал искать счастья во владениях Габсбургов.
Летом 1802 года Зубов, потеряв своё положение при дворе, поехал за границу. На второй же день после его приезда в Вену шевалье де Сакс потребовал у него свидания. Оно произошло в доме князя де Линя, который в благодарность за прежнее благоволение Екатерины и самого Зубова вызвался быть его секундантом.
Стараниями князя де Линя острота отношений между противниками была несколько смягчена. Между ними произошли объяснения. Де Сакс приписывал Зубову причину вызывающего поведения Щербатова и своей высылки из России. Зубов объяснял, что к делу Щербатова он непричастен, а о высылке де Сакса императрица распорядилась без его ведома. Однако, несмотря на эти объяснения, де Сакс настаивал на поединке. Место встречи дуэлянтов назначено было вблизи Теплица, на границе Саксонии.
Князь Щербатов в ожидании неизбежного, по его представлениям, поединка семь лет тренировался в стрельбе из пистолета. Проведав, что Зубов уехал в Вену для объяснений с де Саксом, Щербатов предпринял длительное путешествие из отцовского имения, чтобы самому вызвать шевалье. Русский посол Разумовский стал убеждать де Сакса отказаться от поединка с Зубовым, ввиду неизбежной дуэли с Щербатовым, но не добился успеха.

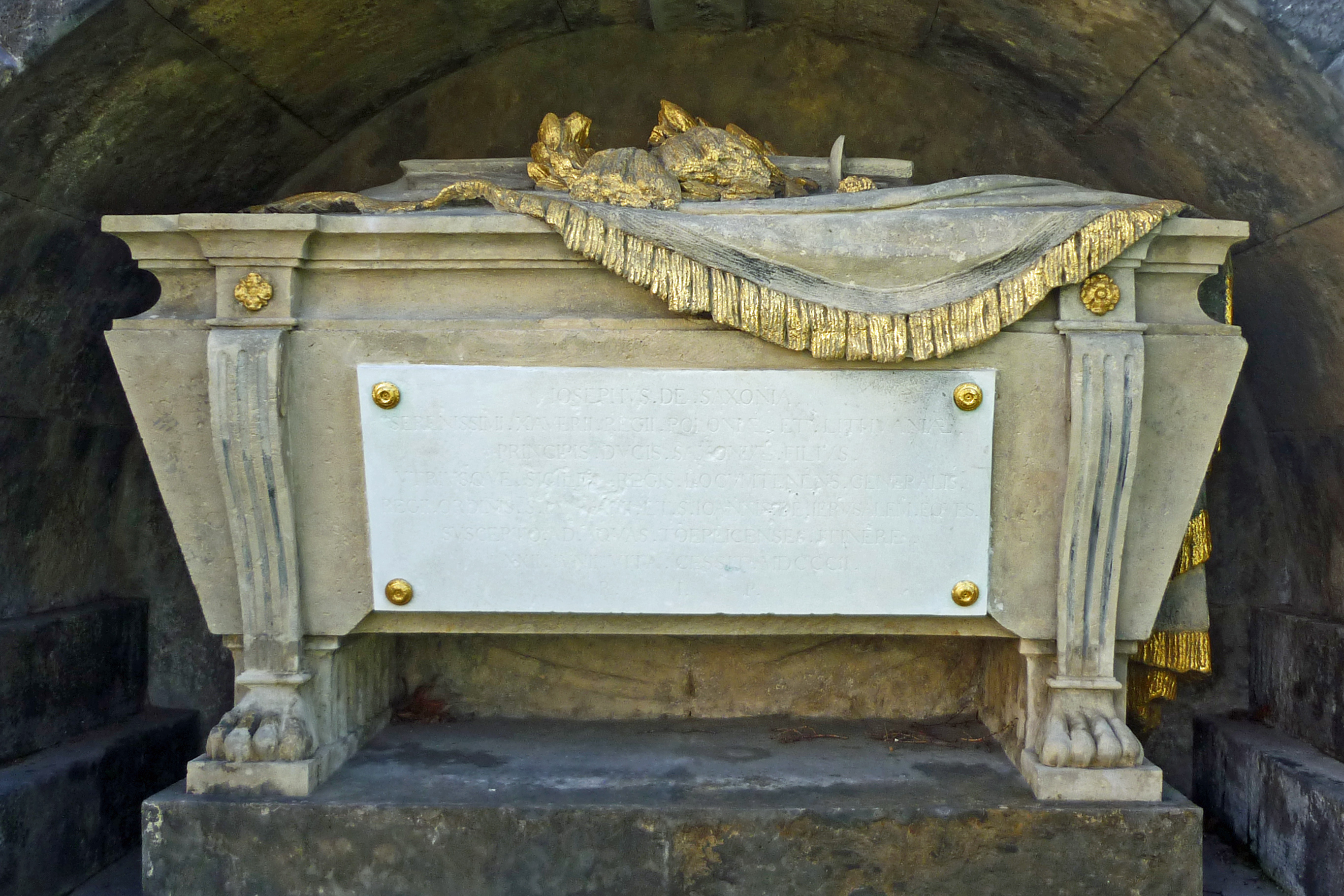
Могильный памятник шевалье де Сакса на старом кладбище церкви Св. Петра и Павла в г. Осека

Дуэль между Зубовым и де Саксом состоялась в окрестностях Теплица. По свидетельству Рибопьера, дрался Зубов смешно, прежде чем взяться за шпагу, упал на колени и долго молился. Наступая на противника, он после первой же царапины в руку отказался продолжать поединок. Шевалье, нанеся удар Зубову, воскликнул: «Вы мне надоели!» Князь де Линь, наоборот, свидетельствует, что Зубов шел на дуэль весело и сохранил свою бодрость и весёлость, несмотря на сильную боль от глубокой, хотя и неопасной раны.
Вскоре за тем в Вену прибыл князь Щербатов и, в очередной раз потребовав от шевалье сатисфакции, с одного выстрела наповал убил де Сакса.
Рассказывая эту историю в своих записках, графиня Головина прибавляет следующее: «Путешествуя во Франции, я встретила его сестру, герцогиню Эсклиньяк. Мы остановились с ней в одной гостинице в Страсбурге, и потом я видела её ещё в Дрездене. После смерти шевалье де Сакса она питала непримиримую ненависть к русским».